# Lactobacillus delbrueckii subsp. bulgaricus
Lactobacillus delbrueckii subsp. bulgaricus (cho đến năm 2014 được gọi là Lactobacillus bulgaricus) là một trong hơn 200 loài được công bố trong tổ hợp gen Lactobacillus (LGC)  và là vi khuẩn chính được sử dụng để sản xuất sữa chua. Nó cũng đóng một vai trò quan trọng trong việc làm chín một số loại phô mai, cũng như trong các quá trình khác liên quan đến các sản phẩm lên men tự nhiên. Nó được định nghĩa là vi khuẩn axit lactic đồng nhất  do cách nó ăn đường sữa để tạo ra axit lactic, giúp bảo quản sữa. Nó cũng được coi là một chế phẩm sinh học.
Nó là một vi khuẩn hình que gram dương có thể xuất hiện dài và có dây tóc. Nó không di động và không hình thành bào tử. Nó cũng không gây bệnh. Nó được coi là aciduric hoặc acidophilic, vì nó đòi hỏi độ pH thấp (khoảng 5,4 đến 4.6) để có thể phát triển hiệu quả. Ngoài ra, nó là vi khuẩn yếm khí. Khi nó phát triển trên các sản phẩm sữa tươi, nó tạo ra và duy trì môi trường axit mà nó cần để phát triển thông qua việc sản xuất axit lactic. Ngoài ra, nó phát triển tối ưu ở nhiệt độ 40-44 °C trong điều kiện yếm khí.  Nó có các yêu cầu dinh dưỡng phức tạp khác nhau tùy theo môi trường. Chúng bao gồm carbohydrate, axit béo không bão hòa, amino acid và vitamin.
Lần đầu tiên vi khuẩn này bác sĩ người Bulgaria Stamen Grigorov được xác định vào năm 1905 bởi  bằng cách phân lập nó từ một mẫu sữa chua, Lactobacillus delbrueckii subsp. bulgaricus có thể được tìm thấy tự nhiên trong đường tiêu hóa của động vật có vú sống ở Bulgaria. Một chủng, Lactobacillus bulgaricus GLB44, được chiết xuất từ lá của cây Galanthus nivalis (hoa tuyết) ở Bulgaria. Vi khuẩn này cũng được nuôi nhân tạo ở nhiều nước. Đây là vi sinh vật quốc gia của Ấn Độ.